# Huguette St-Denis
Huguette St-Denis, née le 6 novembre 1964 à Montréal, est une enseignante, humoriste, autrice et scénariste québécoise. 

## Biographie

### Carrière
D'abord enseignante de français, théâtre et journalisme au niveau secondaire dans la région de Saint-Hyacinthe, la carrière de Huguette St-Denis dans l'industrie du spectacle commence au début des années 2000, alors qu'elle s'inscrit à l'École nationale de l'humour dans la branche écriture humoristique. 
Puis, pendant une dizaine d'années, elle participera à l'écriture de plusieurs séries télé et spectacles. Elle collaborera aussi avec des humoristes québécois dont Martin Matte, Les Grandes Gueules, Laurent Paquin et Rachid Badouri.

### Vie personnelle
Elle est mariée à Sylvie St-Jean. Elle a trois enfants désormais adultes.

## Identité de genre
En 2010, elle annonce son coming out en tant que personne trans à ses collègues sur le plateau de la série Bienvenue aux dames. 

« Sans être habillée en femme, je leur ai annoncé que dorénavant, j’allais porter le nom d’Huguette et que j’entreprenais des démarches pour changer de sexe. Les réactions ont d’abord été fantastiques et super positives. »

— Huguette St-Denis, La Presse
Malgré les réactions positives de ses camarades de travail, elle reçoit ensuite de moins en moins de contrats dans l'industrie du spectacle jusqu'à ne plus en recevoir aucun.

## Filmographie

### Scénariste

#### Séries télévisées
- 2001 : Watatatow[5],[6]
- 2001 : Histoires de filles[5],[6]
- 2001 : Réal-TV[5]
- 2002 : Max Inc.[5],[6]
- 2006 : Les Sansfil
- 2007 : Les Boys[5]
- 2007 : Kaboum[5]
- 2008 : Les Parent[7]
- 2010 : Bienvenue aux dames[5]

#### Cinéma
- 2002 : Les Dangereux[8]

##### Théâtre
- 2006 : 2006 revue et corrigée

### Actrice

#### Cinéma
- 2002 : Les Dangereux : vendeur de chapeaux[6]

#### Télévision
- 2022 : L'oeil du cyclone : Johanne[7]